# Carlos Garaikoetxea
Carlos Garaikoetxea Urriza (Pamplona, 12 giugno 1938) è un politico, avvocato ed economista spagnolo.
Come membro del Partido Nacionalista Vasco (PNV) fu il secondo ed ultimo presidente del Consiglio Generale Basco, nonché il primo Lehendakari del Governo basco dopo la promulgazione dello Statuto de Guernica nel 1980, incarico svolto fino al 1985. Fondò il partito Eusko Alkartasuna dopo la scissione dal PNV nel 1986. Nel 1999 si ritiró dalla politica attiva, ritirandosi presso Zarautz.

## Biografia
Nato a Pamplona nel 1938 da una famiglia di umili condizioni, cominciò gli studi presso il Collegio di Pamplona, laureandosi in Giurisprudenza ed Economia presso l'Università di Deusto a Bilbao. Al fine di ampliare le proprie conoscenze, si recò a prima a Londra e poi a Parigi.
Dopo il suo ritorno in Spagna lavorò nel settore privato, guidando la "Camera di Commercio e Industria" di Navarra dal 1962 al 1972. In qualità di rappresentante di questa istituzione, fece parte del Consiglio forense di Navarra.
Esercitò la professione avvocatizia fino al 1979, facendosi nel frattempo spazio tra le file del Partito Nazionalista Basco, al quale aderì nel 1975.
Tra il 1977 e il 1980 ha presieduto il massimo organo del partito, l'Euskadi Buru Batzar, diventando di fatto il leader del partito nella Navarra.
Nel 1979 lasciò la professione di avvocato per dedicarsi a tempo pieno alla politica.
Nella elezioni municipali spagnole di quello stesso anno venne difatti eletto al Parlamento di Navarra diventando, nel meso di giugno, presidente del Consejo General Vasco (Consiglio Generale basco), in sostituzione di Ramón Rubial.

## Lehendakari del governo basco (1980-1985)
Dopo l'adozione dello Statuto di Guernica, venne eletto Lehendakari nel 1980. Rieletto nel 1984, rimase in carica fino all'anno seguente, quando fu sostituito da José Antonio Ardanza a causa di divergenze con la dirigenza del partito.
Il suo mandato fu caratterizzato dall'austerità nella spesa pubblica e dalla costituzione di un governo e di istituzioni regionali basche. Sviluppò infatti lo statuto di autonomia dei Paesi Baschi del 1979, nel quale si decise la creazione di una forza autonoma di polizia (l'Ertzaintza) nel 1982, un servizio sanitario basco (Osakidetza ) nel 1981, e la creazione dell'emittente radiotelevisiva basca, l'EITB, che cominciò le proprie trasmissioni il 27 dicembre 1982.
Durante i suoi anni di governo si verificarono numerosi avvenimenti di rilievo: la visita del Papa Giovanni Paolo II, le alluvioni del 1983 ed incidenti tra cui l'esplosione nella scuola di Ortuella (1980) e lo schianto di un aereo di linea presso il monte Oiz (1985).

## Eusko Alkartasuna
Nel 1985 incontrò numerosi ed insanabili contrasti con la dirigenza del PNV riguardo alle Leggi dei territori storici: queste avrebbero dovuto limitare i poteri del governo basco alle sole tre province storiche (Álava, Biscaglia e Gipuzkoa), con la conseguente esclusione della Navarra.
Le insanabili divergenze portarono ad una scissione dal PNV, dando il via alla costituzione di un nuovo partito. Il 4 settembre 1986 venne quindi fondato l'Eusko Alkartasuna. Inizialmente presieduto da Manuel Ibarrondo, la nuova entità venne guidata da Garaikoetxea fino al 1999. Venne eletto al Parlamento basco in occasione delle elezioni regionali del 1986, 1990, 1994 e 1998 (l'ultima a cui ha partecipato come candidato).
Nel 1987 a 1991 è stato deputato al Parlamento europeo: i primi due anni come capo della lista di Coalizione per l'Europa dei Popoli, con Esquerra Republicana de Catalunya ed il Partido Nazionalista Gallego, mentre dal 1989 al 1991 come capo della lista Per un'Europa dei Popoli, sempre con gli stessi partner politici.
Dal 1990 e 1991 è stato inoltre presidente dell'Alleanza Libera Europea, partito politico europeo che raccoglie nazionalisti del continente.
Nel mese di novembre 1999 si ritirò dalla politica attiva, consegnando il testimone a suo figlio Charles che seguì i suoi passi sia in ambito politico che professionale.